# Calendario revolucionario soviético

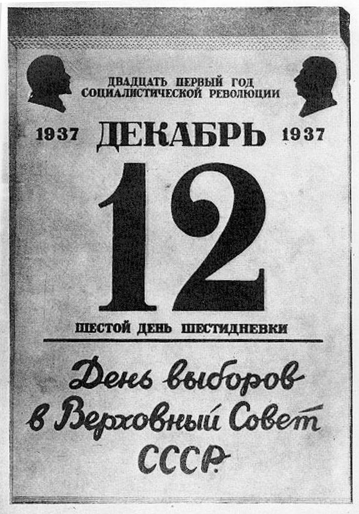
Página del 12 de diciembre de 1937, sexto día de la semana de seis días, del calendario revolucionario soviético.
Día de las elecciones al Sóviet Supremo de la URSS

El calendario revolucionario soviético fue un tipo especial de calendario utilizado en la Unión Soviética de 1929 a 1930, así como parcialmente en vigor hasta 1940 con el propósito de incentivar la producción industrial sobre una base de cálculo racional del tiempo, evitar el descanso semanal simultáneo para todos los trabajadores y dificultar la observancia de las viejas festividades religiosas que habían sido tradicionales en el Imperio ruso.

## Evolución

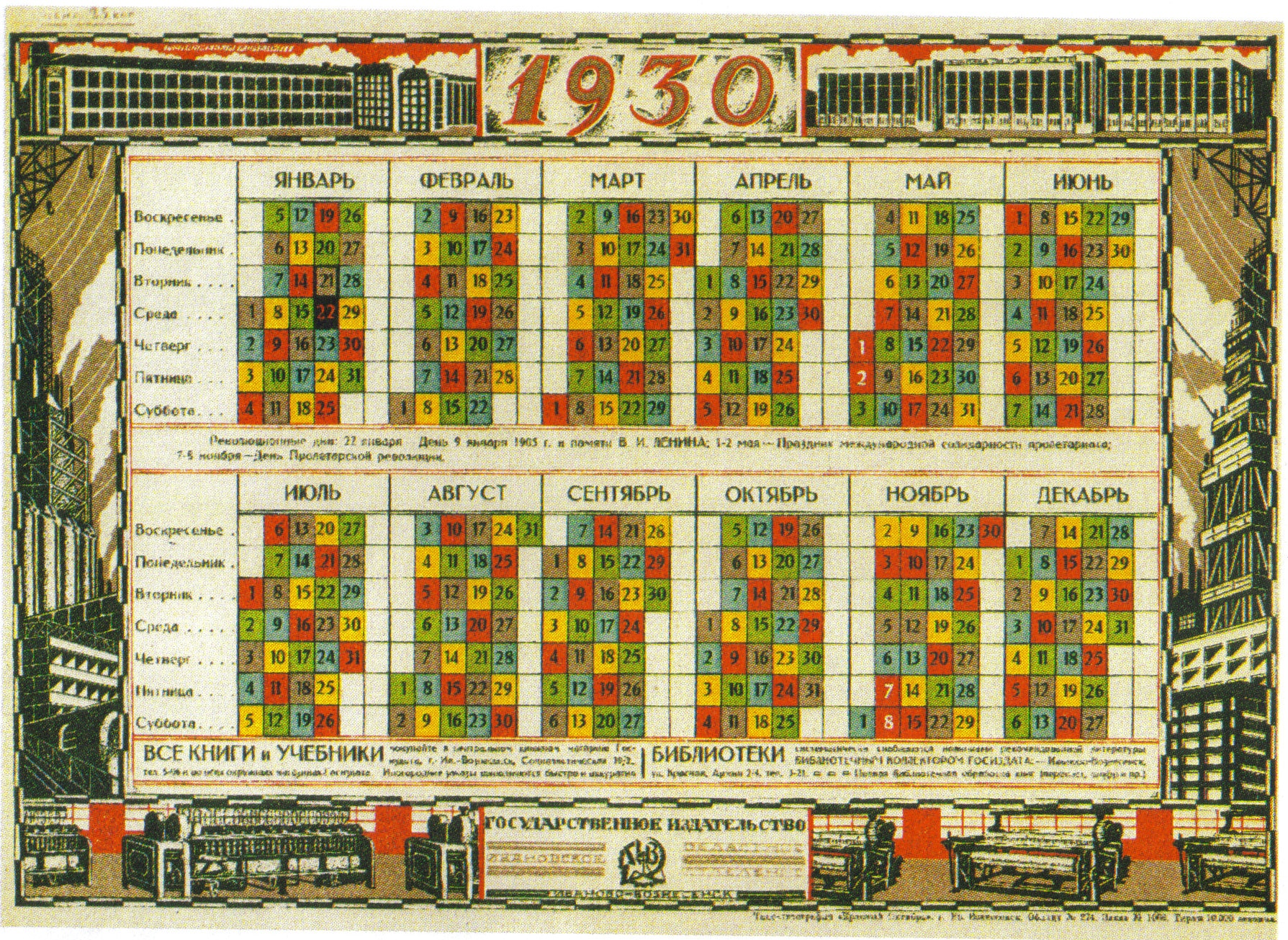
Calendario Soviético de 1930
Aparece la semana de cinco días, con un color diferente para cada jornada según cada grupo de trabajadores; un descanso nacional aparece en negro y cuatro en blanco.

Poco después de la Revolución de Octubre de 1917, el primer gobierno soviético de Lenin decretó el abandono del calendario juliano en favor del calendario gregoriano, que ya se usaba en prácticamente toda Europa. Este cambio supuso que tras el día 1 de febrero de 1918 (según el antiguo calendario) siguiera el 13 de febrero, suprimiendo del recuento oficial de días a las once jornadas entre ambas fechas.
El calendario gregoriano implicó que la URSS mantuviera un sistema de fechas igual al del resto de Europa, pero en 1929 el economista soviético Yuri Larin propuso que se "racionalizara" el calendario en la Unión Soviética, alegando que era dañino para la economía nacional que existiera un mismo día de descanso para toda la clase obrera, postulando la necesidad de fijar días de descanso "diferenciados" para obtener una mayor productividad a menores costos, siendo que con una reforma del calendario la URSS siempre tendría trabajadores en activo, en algún sector de la economía, todos los días del año.

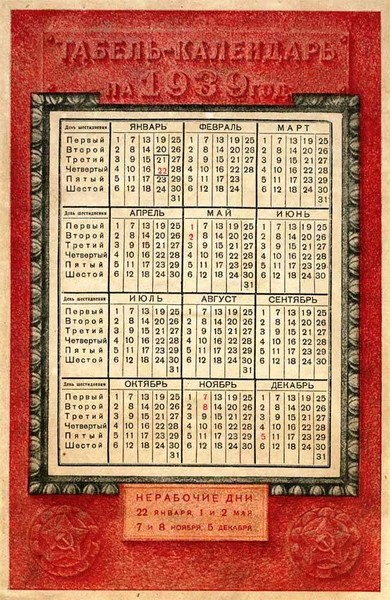
Calendario de 1939 con la semana de 6 días del calendario soviético.

La propuesta de Larin fue aprobada por el gobierno soviético y desde el día 1 de octubre de 1929, se comenzó a usar una versión más «racionalizada» del calendario de la que estaba en ese momento en vigor. En esta versión solamente quedaban reflejados los siguientes festivos:
- 21 y 22 de enero. Domingo Sangriento y conmemoración de la muerte de Lenin.
- 1 y 2 de mayo. Días de la Internacional equivalente al día del trabajador.
- 7 y 8 de noviembre. Días de la Revolución Proletaria.

La semana de siete días se reemplazó en la industria por una de cinco días, de forma que cada mes contuviera seis semanas exactas. Se eliminó el carácter festivo del domingo, tradicional día de descanso cristiano, y en su lugar se organizó a los trabajadores de las diversas actividades económicas en cinco grupos, a los que se asignó un color de entre cinco o un número romano, teniendo cada grupo un día distinto de la semana para el descanso. La intención de esta medida era mejorar la productividad de la industria, evitando la interrupción de actividades que implicaba la presencia de un mismo día no laborable para todos los trabajadores de la URSS.
Ciertamente los trabajadores soviéticos tuvieron más días de descanso bajo este nuevo sistema (uno de cada cinco, en vez de uno de cada siete), y en vez de los 52 antiguos descansos dominicales por año ahora existían 72 días al año de descanso semanal. Pese a esto, la separación del proletariado en cinco grupos para el descanso hizo más difícil la vida cotidiana en los planos social y familiar, además de generar contratiempos y molestias para coordinar actividades entre trabajadores de distintas actividades económicas, impactando negativamente incluso en las actividades de la burocracia gobernante, por lo que se volvió bastante impopular. Además, los beneficios económicos de una semana más corta -justificación esencial del nuevo sistema- no se vieron reflejados en la realidad, pues no se evidenció un aumento de la productividad ni se acreditó algún ahorro en materia prima ni horas hombre, siendo que por el contrario los 72 días de descanso anuales generaban un efecto no deseado.
El calendario gregoriano siguió usándose en la Unión Soviética de modo paralelo al "calendario revolucionario" durante este periodo, como demuestra la consulta de las fechas de la portada del diario Pravda (órgano oficial del PCUS), donde febrero solo tiene 28 días en 1930 y 1931. En las áreas rurales la costumbre popular del "descanso cada siete días" hizo muy difícil imponer de modo eficaz el nuevo calendarios, así como la distinta división del descanso.

## Cambios y extinción
A partir del 1 de diciembre de 1931, el gobierno soviético modificó la semana laboral, nepreryvka,  de cinco días e implantó una nueva semana de seis días, con una jornada semanal de descanso común para toda la población, descanso a ser observado los días 6, 12, 18, 24 y 30 de cada mes, así como el 1 de marzo en sustitución del inexistente 30 de febrero.
En la práctica, eliminar el tradicional descanso dominical se reveló una tarea difícil pese a los cambios instaurados, tomándose a menudo como fecha no laborable el domingo tradicional junto con el nuevo día de descanso. Finalmente, en marzo de 1940, la vieja semana de siete días fue restaurada definitivamente por el gobierno de la URSS, instaurando como día de descanso usual el domingo (o el sábado para ciertas actividades).

## Supuestos meses de 30 días
Muchas fuentes indican que con la semana de 5 días, cada mes constaba de treinta días y, por tanto, el 30 de febrero existió en la Unión Soviética en 1930 y 1931. Esa afirmación es errónea.